# Susanna Hoffs
Susanna Lee Hoffs (Los Angeles, 17 gennaio 1959) è una cantante, chitarrista e compositrice statunitense.

## Biografia

### Primi anni
Nata da una famiglia ebraica, sua madre è la regista Tamar Ruth, mentre suo padre, Joshua Allen Hoffs, è uno psicanalista. Ha iniziato a suonare la chitarra da adolescente. Si è diplomata alla Palisades High School nel 1976. Durante i suoi anni al college ha debuttato per la prima volta in TV con il film diretto da sua madre, Stony Island. Si è laureata all'Università di Berkeley nel 1980 con una laurea di primo livello in discipline umanistiche. Quando entrò a Berkeley era una fan dei gruppi di classic rock che suonavano nei grandi stadi, successivamente ha assistito al concerto finale dei Sex Pistols al Winterland Ballroom e ad un concerto di Patti Smith. L'interesse per il punk ha cambiato il suo obiettivo da diventare una ballerina a suonare in una band. Infine si è unita a Vicki e Debbi Peterson che più tardi diventeranno le Bangles.

### The Bangles
Ispirata dai Ramones e altri gruppi punk, ha fondato una band con Vicki Peterson e Debbi Peterson chiamata The Bangs, ma dopo la registrazione del primo EP hanno dovuto cambiare il loro nome in The Bangles, poiché già esisteva una boy band sulla costa orientale con lo stesso nome.
La band ha pubblicato il suo primo album All Over the Place nel 1984 per la Columbia Records, contenente il singolo Hero Takes a Fall. Il loro vero lancio commerciale è stato con il successivo Different Light del 1986, da cui sono stati tratti i singoli di successo Manic Monday, If She Knew What She Wants e Walk like an Egyptian. Le Bangles hanno pubblicato il loro terzo album Everything nel 1988 che contiene due singoli cantati dalla Hoffs, In Your Room ed Eternal Flame, dei quali è anche co autrice.
La band si è sciolta nel 1989, ma alla fine degli anni '90 la Hoffs ha contattato gli altri membri nella speranza di una riunione. Hanno pubblicato il singolo Get the Girl per la colonna sonora del secondo film di Austin Powers nel 1999 e dopo la riunione ufficiale l'anno successivo, l'album Doll Revolution nel 2003.

### Carriera da solista
Ha pubblicato il suo primo album da solista When You're a Boy nel 1991, che contiene il singolo My Side of the Bed che si è classificato al 30º posto nella Billboard Hot 100 negli Stati Uniti e al 44º posto nella Official Singles Chart nel Regno Unito.
La Hoffs ha registrato un nuovo album nel 1993-94, prima di lasciare la Columbia Records, che è stato pubblicato solo nel 1996 con il titolo Susanna Hoffs, che contiene il singolo All I Want cover dei Lightning Seeds che ha raggiunto il 33º posto nella classifica del Regno Unito.

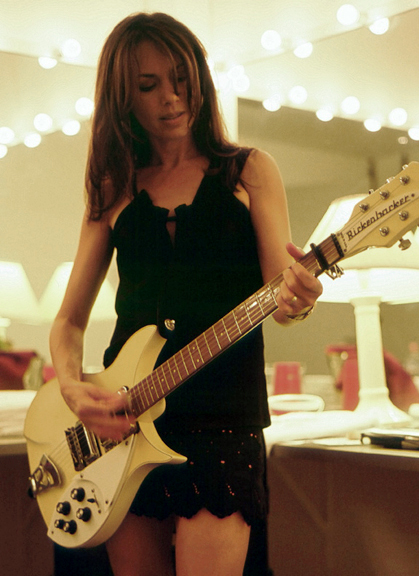
Susanna Hoffs che si esercita con la chitarra nel camerino, Australia 2008

Ha pubblicato il suo terzo album da solista Someday nel 2012 per la Vanguard Records, prodotto da Mitchell Froom ed influenzato dalla musica degli anni '60.

### Altre collaborazioni
Ha collaborato alla scrittura del brano I Need a Disguise per l'album Belinda di Belinda Carlisle, cantante delle The Go-Go's, nel 1986.
Con Mike Myers e Matthew Sweet la Hoffs ha formato la band Ming Tea, dopo la collaborazione di Mayers al Saturday Night Live nei primi anni '90. Tutti hanno adottato uno pseudonimo, Susanna ha usato "Gillian Shagwell" e Mayers quello di "Austin Powers". Il gruppo ha effettuato alcune esibizioni nei club e in TV.
Nel 2006 insieme all'ex compagno dei Ming Tea Matthew Sweet la Hoffs ha formato il duo Sid n Susie. Hanno registrato l'album Under the Covers, Vol. 1, per l'etichetta Shout! Factory, che contiene quindici cover di brani rock anni '60 e '70, seguito da Under the Covers, Vol. 2 nel 2009 che contiene brani degli anni '70 e Under the Covers, Vol. 3 nel 2012 con brani degli anni '80.

### Recitazione
Nel 1987 ha recitato nel film Una notte da ricordare, titolo originale The Allnighter, diretto da sua madre Tamar Simon Hoffs, che tuttavia è stato stroncato dalla critica.

### Strumentazione
Susanna suona spesso chitarre vintage Rickenbacker e questo produttore le ha dedicato un modello autografo la 350 SH Limited edition nel 1989. Anche il produttore Taylor Guitars ha realizzato per lei un modello speciale di chitarra acustica in legno di koa la K22 SHSM.

## Vita privata
Di fede ebraica Susanna Hoffs è sposata dal 1993 con il regista Jay Roach, da cui ha avuto due figli, Jackson e Sam Rayfield. Roach si è convertito al giudaismo al momento del matrimonio.
Susanna è vegetariana.

## Discografia

### Con le The Bangles
Album in studio
- 1984 – All Over the Place
- 1986 – Different Light
- 1988 – Everything
- 2003 – Doll Revolution
- 2011 – Sweetheart of the Sun

EP
- 1982 – Bangles

Singoli
- 1981 – Getting out of Hand
- 1982 – The Real World
- 1984 – Hero Takes a Fall
- 1985 – Going Down to Liverpool
- 1986 – Manic Monday
- 1986 – If She Knew What She Wants
- 1986 – Walk like an Egyptian
- 1987 – Walking Down Your Street
- 1987 – Hazy Shade of Winter
- 1988 – In Your Room
- 1989 – Eternal Flame
- 1989 – Be with You
- 1989 – I'll Set You Free
- 1990 – Everything I Wanted
- 1990 – Walk like an Egyptian (remix)
- 1990 – The Eternal Mix
- 2003 – Something That You Said
- 2003 – Tear Off Your Own Head
- 2003 – I Will Take Care of You
- 2006 – Light My Way
- 2011 – I'll Never Be Through with You
- 2011 – Anna Lee (Sweetheart of the Sun)

Raccolte
- 1990 – Greatest Hits
- 2014 – Ladies and Gentlemen... The Bangles!

### Da solista
Album in studio
- 1991 – When You're a Boy
- 1996 – Susanna Hoffs
- 2006 – Under the Covers, Vol. 1 (con Matthew Sweet)
- 2009 – Under the Covers, Vol. 2 (con Matthew Sweet)
- 2012 – Someday
- 2012 – Under the Covers, Vol. 3 (con Matthew Sweet)
- 2021 – Bright Lights

EP
- 2012 – Some Summer Days
- 2012 – From Me to You

Singoli
- 1991 – My Side of the Bed
- 1991 – Unconditional Love
- 1996 – All I Want

## Filmografia
- 1978 - Stony Island
- 1982 - The Haircut
- 1987 - Una notte da ricordare
- 1997 - Austin Powers - Il controspione
- 1999 - Austin Powers - La spia che ci provava
- 2002 - Austin Powers in Goldmember